# Резерв ВМС США
Резерв ВМС США (англ. United States Navy Reserve) — одна зі складових військово-морських сил США, другий за чисельністю компонент ВМС США. З 1915 до 2005 року мав назву Морський резерв США.

## Історія
З початком Першої світової війни, секретар військово-морських сил Сполучених Штатів Дж. Деніелс та його помічник Ф.Рузвельт, ініціювали в Конгресі кампанію щодо створення резервних сил флоту з огляду на зростаючу загрозу неоголошеної підводної війни та масштаби застосування Німецькою імперією своїх підводних човнів. 3 березня 1915 року пропозиції керівництва флоту були ухвалені Сенатом та офіційно засновано Морський резерв США.

### Склад резервних кораблів
Зі даними статистики, на вересень 2014 року в резерві флоту США перебувало 14 кораблів — 1 авіаносець (USS «Кітті Хок» (CV-63), 2 універсальні десантні кораблі (USS «Тарава» LHA-1 і USS «Нассау» LHA-4), 5 десантних транспортів (LKA-113-117), 5 десантних кораблі-доків типу «Остін» (7-13) і 1 буксир-рятувальник (USS «Могаук» ATF-170). 8 фрегатів типу «Перрі» утримувалися для продажу за кордон. 24 кораблі очікували відправлення на розбраковування на метал (3 крейсери типу CG-47, 2 авіаносці (USS «Рейнджер» (CV-61) і USS «Індепенденс» (CV-62), 1 есмінець типу «Форрест Шерман», 13 фрегатів типу «Перрі» та 5 інших кораблів).